# Rethymno Cretan Kings B.C.
I Rethymno Cretan Kings sono una società cestistica avente sede a Retimo, in Grecia. Fondata nel 1986, gioca nel campionato greco.
Disputa le partite interne nella Rethymno Indoor Hall, che ha una capacità di 1.600 spettatori.

## Roster 2019-2020
Aggiornato al 28 dicembre 2019.
|    | Naz.                                 | Ruolo | Sportivo              | Anno | Alt. | Peso | Note |
| -- | ------------------------------------ | ----- | --------------------- | ---- | ---- | ---- | ---- |
| 3  | Stati Uniti (bandiera)               | G     | Malcolm Lee           | 1990 | 196  | 91   |      |
| 7  | Cipro (bandiera) · Grecia (bandiera) | AP    | Andreas Christodoulou | 1995 | 196  | 100  |      |
| 8  | Stati Uniti (bandiera)               | A     | David Haughton        | 1991 | 198  | 95   |      |
| 9  | Grecia (bandiera)                    | AG    | Dīmītrīs Kourepīs     | 1998 | 204  |      |      |
| 10 | Grecia (bandiera)                    | PG    | Pantelīs Maragkakīs   | 1996 | 195  |      |      |
| 11 | Grecia (bandiera)                    | P     | Alexīs Spyridōnidīs   | 1995 | 190  | 79   |      |
| 12 | Grecia (bandiera)                    | AC    | Michalīs Kamperidīs   | 1994 | 206  | 109  |      |
| 16 | Grecia (bandiera)                    | G     | Rafaīl Lanaras        | 2001 | 196  |      |      |
| 17 | Grecia (bandiera)                    | G     | Michalīs Kapsalīs     | 2002 | 194  |      |      |
| 20 | Grecia (bandiera)                    | AP    | Giōrgos Garezos       | 1995 | 198  |      |      |
| 21 | Stati Uniti (bandiera)               | AP    | Lamond Murray         | 1994 | 196  | 91   |      |
| 22 | Stati Uniti (bandiera)               | A     | Ramon Harris          | 1988 | 201  | 100  |      |
| 23 | Stati Uniti (bandiera)               | AP    | Josh Carter           | 1986 | 201  | 91   |      |
| 25 | Stati Uniti (bandiera)               | C     | Wesley Gordon         | 1994 | 206  | 100  |      |
| 30 | Cipro (bandiera) · Grecia (bandiera) | PG    | Christopher Razis     | 1989 | 194  | 100  |      |
| 33 | Stati Uniti (bandiera)               | P     | Conner Frankamp       | 1995 | 185  | 78   |      |

### Staff tecnico
| Allenatore: | Vaggelīs Ziagkos                         |
| Assistente: | Dīmītrīs Mītropoulos, Stavros Mykoniatīs |

## Cestisti
- Toarlyn Fitzpatrick 2016-2017
- TrayVonn Wright 2017